# Арсиноја IV
Арсиноја IV је била египатска краљица из династије Птолемејида, кћерка Птолемеја XII, Клеопатрина сестра. У време Александријског рата (46/47. п. н. е.) била је кратко време краљица. Цезар ју је као заробљениву одвео у Рим и водио у свом тријумфу 46. п. н. е. Убијена је 41. п. н. е. по налогу тријумвира Марка Антонија.